# Neobatrachia
Neobatrachia é um clado da ordem Anura, tradicionalmente considerado uma subordem, que contém 40 famílias.

## Classificação
O grupo foi dividido em superfamílias, que variaram de 2 a 5 conforme os autores: Hyloidea e Ranoidea; Microhyloidea, Bufonoidea e Ranoidea; e Myobatrachoidea, Sooglossoidea, Hyloidea, Ranoidea e Microhyloidea.
Famílias aceitas para o clado:
- Allophrynidae Savage, 1973
- Aromobatidae Grant, Frost, Caldwell, Gagliardo, Haddad, Kok, Means, Noonan, Schargel & Wheeler, 2006
- Arthroleptidae Mivart, 1869
- Brachycephalidae Günther, 1858
- Brevicipitidae Bonaparte, 1850
- Bufonidae Gray, 1825
- Calyptocephalellidae Reig, 1960
- Centrolenidae Taylor, 1951
- Ceratobatrachidae Boulenger, 1884
- Ceratophryidae Tschudi, 1838
- Ceuthomantidae Heinicke, Duellman, Trueb, Means, MacCulloch & Hedges, 2009
- Craugastoridae Hedges, Duellman & Heinicke, 2008
- Cycloramphidae Bonaparte, 1850
- Dendrobatidae Cope, 1865
- Dicroglossidae Anderson, 1871
- Eleutherodactylidae Lutz, 1954
- Heleophrynidae Noble, 1931
- Hemiphractidae Peters, 1862
- Hemisotidae Cope, 1867
- Hylidae Rafinesque, 1815
- Hylodidae Günther, 1858
- Hyperoliidae Laurent, 1943
- Leiuperidae Bonaparte, 1850
- Leptodactylidae Werner, 1896
- Limnodynastidae Lynch, 1969
- Mantellidae Laurent, 1946
- Micrixalidae Dubois, Ohler & Biju, 2001
- Microhylidae Günther, 1858
- Myobatrachidae Schlegel, 1850
- Nasikabatrachidae Biju & Bossuyt, 2003
- Nyctibatrachidae Blommers-Schlösser, 1993
- Petropedetidae Noble, 1931
- Phrynobatrachidae Laurent, 1941
- Ptychadenidae Dubois, 1987
- Pyxicephalidae Bonaparte, 1850
- Ranidae Rafinesque, 1814
- Ranixalidae Dubois, 1987
- Rhacophoridae Hoffman, 1932
- Sooglossidae Noble, 1931
- Strabomantidae Hedges, Duellman & Heinicke, 2008